# دوسينو سان ميكيلي
دوسينو سان ميكيلي (بالإيطالية: Dusino San Michele)‏ هي بلدة وبلدية في مقاطعة أستي في إقليم بييمونتي في جنوب إيطاليا.

## السكان
في سنة 1861 بلغ عدد السكان 1٬243 نسمة، وتطور العدد ليصل في سنة 2011 لـ 1٬044 نسمة.
يظهر هذا المخطط البياني تطور النمو السكاني لـ دوسينو سان ميكيلي